# Heterotis niloticus
A Heterotis niloticus a sugarasúszójú halak (Actinopterygii) osztályának elefánthalak (Osteoglossiformes) rendjébe, ezen belül az Arapaimidae családjába tartozó faj.

## Előfordulása
A Heterotis niloticus előfordulási területe Afrika. A következő folyórendszerekben és tavakban természetes állományai vannak: Szenegál, Gambia, Corubal, Volta, Ouémé, Niger, Bénoue, Csád-tó és Nílus, valamint Turkana-tó. Ezt a halat betelepítették más térségekbe is, ilyenek Nyugat-Afrika más folyói, a Kongó-medence és Madagaszkár; eme új élőhelyein károsnak bizonyult.

## Megjelenése

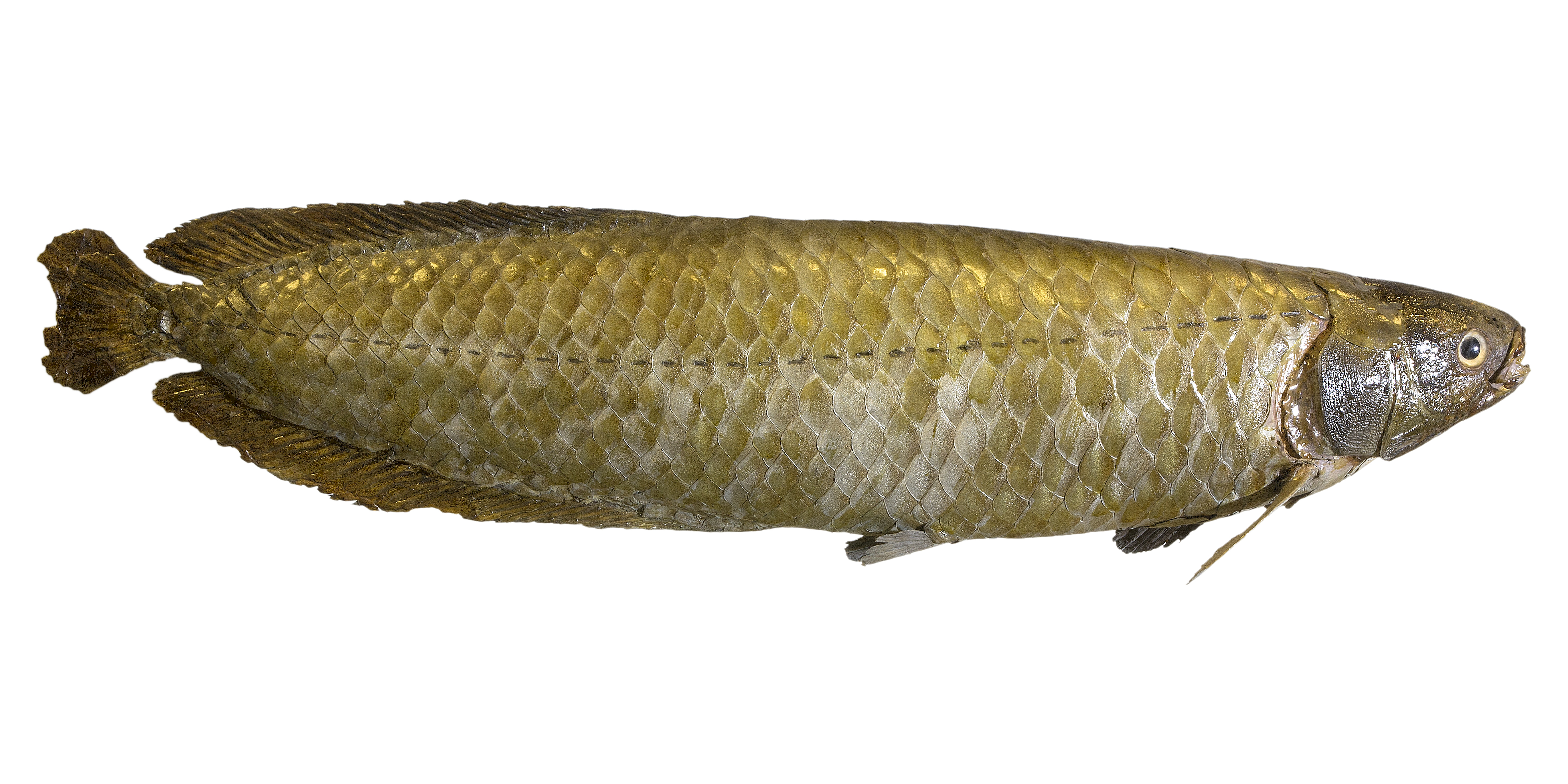
Kitömött példány

Általában 40 centiméter hosszú, azonban a hím elérheti a 100 centiméteres hosszt és 10,2 kilogrammos testtömeget. 66-69 csigolyája van. A hátúszóján 32-37, a farok alatti úszóján 34-39 sugár van. Hosszúkás és erőteljes felépítésű testén, eléggé rövid fej ül. A fejen mély érzékelő gödrök vannak. A fogai kúp alakúak. A pikkelyei nagyok és erősek; az oldalvonal mentén 34-40 darab van, míg a hátúszó és farok alatti úszó között 5-6 pikkely található. Kopoltyúit nagy és erős kopoltyúfedő védelmezi, azonban az ivadékok kopoltyúi fedetlenek, szabadok. Példánytól függően egyforma szürke, barna vagy bronzszínű; az ívási időszakra sötétebbé válik. A fiatal hosszanti sötét sávok, és a faroktájékon ovális folt mintáz.

## Életmódja
Trópusi és édesvízi halfaj, amely élőhelyének a nyíltabb részein él. Általában 1 méter, vagy ennél is mélyebben ül. A 25-30 Celsius-fokos vizeket kedveli. A fiatal a vízinövények adta menedéket keresi fel. Az oxigénszegény vízben is megél. A dél-amerikai rokonaitól eltérően, melyek ragadozó életmódot folytatnak, a Heterotis niloticus fitoplanktonnal és az iszapból kiszűrt szerves részecskékkel táplálkozik.

## Szaporodása
Az ívási időszaka az árvizek idején van. A fészke kör alakú, 1 méter átmérőjű és 20-60 centiméter mély. Az 5 napos ivadékok elhagyják a fészket, azonban az apjuk továbbra is védelmezi.